# ویتوریو لوکتی
ویتوریو لوکتی (انگلیسی: Vittorio Lucchetti; ۲۱ دسامبر ۱۸۹۴ – ۳ فوریهٔ ۱۹۶۵) ژیمناست هنری اهل ایتالیا بود.